# Sipmeke

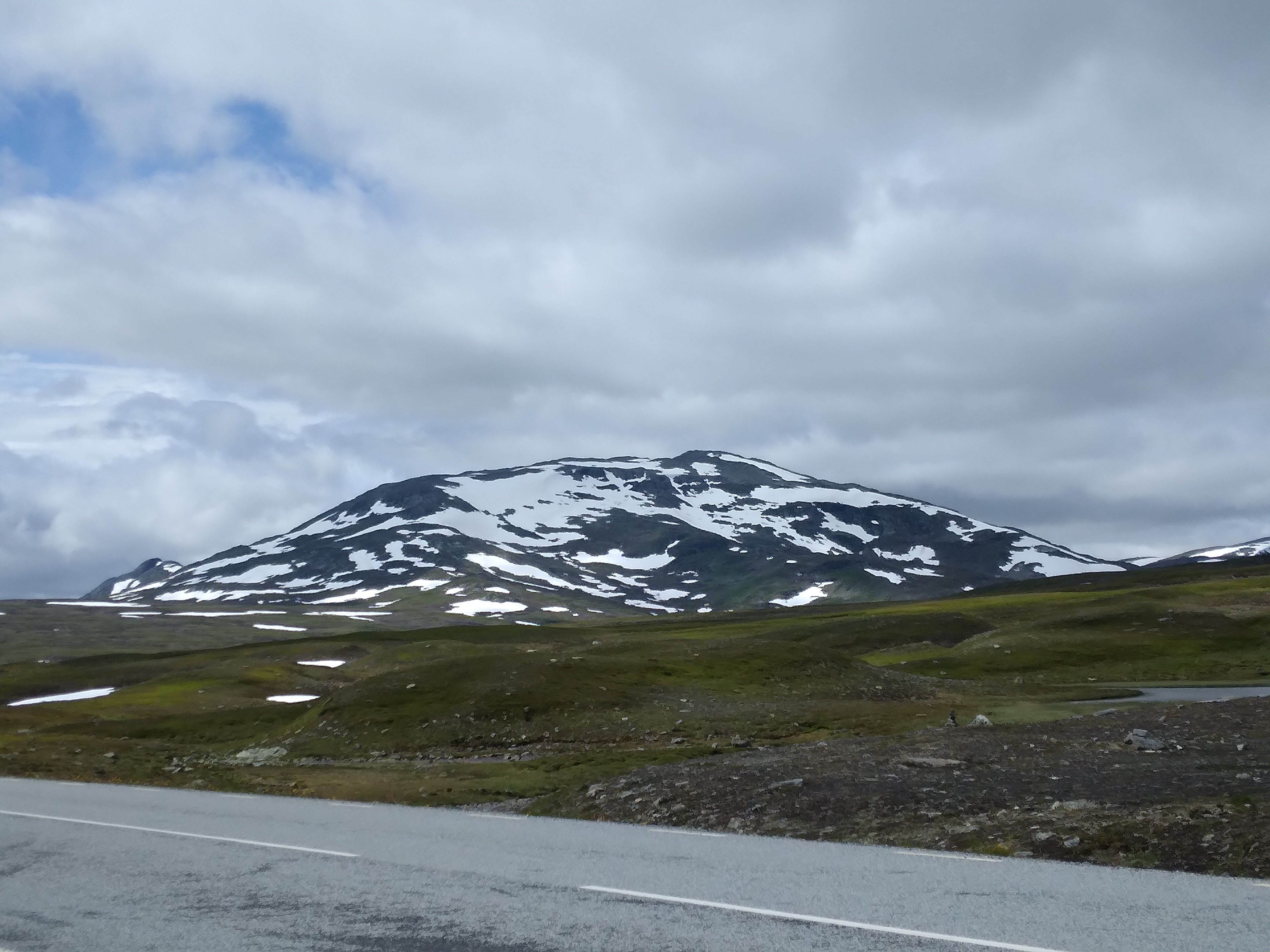
Sipmeke

Sipmeke (sydsamiska Sipmehke, norska Sipmektinden) är ett fjäll i Frostvikens socken, Strömsunds kommun, Jämtlands län och Røyrviks kommun, Nord-Trøndelag fylke. Fjällets högsta punkt ligger i Børgefjells nasjonalpark i Norge med 1423 meter över havet. Fjället är den högsta punkten i naturreservatet Skåarnja.  

Sipmeke är ett av många fjäll längs Vildmarksvägen. Det reser sig majestätiskt över Stekenjokkplatån med sin största höjdskillnad på 753 meter ner till sjön Sipmekenjaure som ligger sydväst om fjället. Söder om Sipmeke ligger det lägre Sipmehkejabpe som har en höjd på 967 meter över havet. Fjället har förutom dess högsta topp även två lägre toppar – den ena på 1292 m.ö.h. och den andra på 1216 meter m.ö.h. På Sipmekes norra sluttning ligger en mycket liten glaciär på ungefär 1200-1300 meters höjd.      

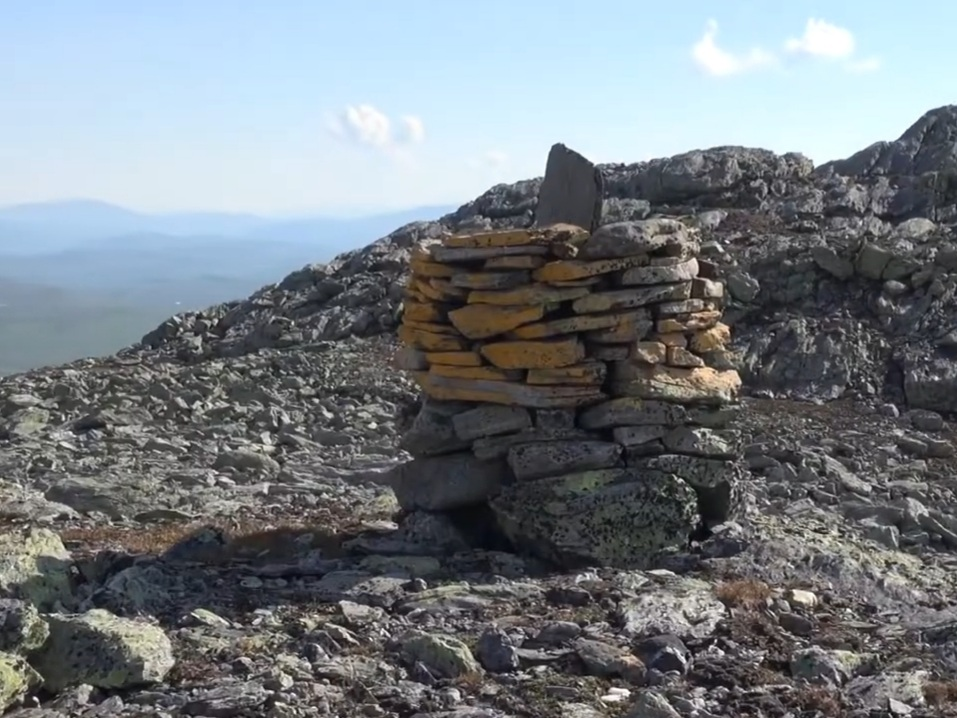
Riksröse 203A nära Sipmekes topp

Det finns två riksrösen på Sipmeke, Rr 203 och Rr 203A. Riksröse 203 står en bit ner på fjällsluttningen, 936 meter över havet, öster om 1214 meters-toppen. Riksröse 203A står på 1393 meters höjd, mindre än 400 meter från toppen. Röset är det tredje högst belägna i Jämtland efter Rr 155B (1742 m.ö.h.) och Rr 155A (1711 m.ö.h.) som båda står på Sylmassivet. 
Från Sipmeke får man en enorm utsikt över de norra Jämtlandsfjällen. Man kan se fjälltoppar som ligger flera mil från Sipmeke, bland annat Frostvikens två högsta fjäll Sielkentjakke och Mellanskogsfjället.